# 埃尔斯米尔 (肯塔基州)
埃尔斯米尔（英語：Elsmere），是美国肯塔基州的一座城市。建立于1896年，面积约为6.7平方公里（2.6平方英里）。根据2010年美国人口普查，该市的人口为8,451人。